# Ryōichi Tanaka
Ryōichi Tanaka (田中 亮一 Tanaka Ryōichi?,  Suginami, Tokio, 26 de enero de 1947) es un seiyū. Su hermano menor fue el fallecido seiyū Kazumi Tanaka. Tanto su difunto hermano como él son representados por Aoni Production.
Es más conocido por papeles como Akira Fudo/Devilman (Devilman), el maestro de Nobita (Doraemon) y Deathmask de Cáncer (Saint Seiya).

## Papeles importantes

### Anime
- Chibi Maruko-chan (Headmaster)
- Devilman (Akira Fudo/Devilman)
- Doraemon (Sensei)
- Dragon Ball Z: La batalla de los dioses (Rō Kaiō Shin)
- Fang of the Sun Dougram (Rocky Andor)
- Ginga: Nagareboshi Gin (Kurotora)
- Kinnikuman (Warsman, Jesse Maivia, Mr. Kamen)
- Kinnikuman: Scramble for the Throne (Prisman)
- Kochira Katsushika-ku Kameari Kōen-mae Hashutsujo (Daijiro Ohara)
- Koi Kaze (Zenzo Saeki)
- Legend of the Galactic Heroes (Hans Eduard Bergengrun)
- One Piece (Moore)
- Saint Seiya (Deathmask de Cáncer)
- Saint Seiya, Lost Canvas (Santo de Mosca)
- Sakigake!! Otokojuku (Rankiryuu (Hikoubou))
- Tiger Mask (Kentaro Takaoka/Yellow Devil)
- Transformers: The Headmasters (Brainstorm)
- Transformers: Super-God Masterforce (Lander)
- Vandread (Prime Minister)

### Doblaje
- G.I. Joe: A Real American Hero (Cobra Commander)
- The Transformers (Cobra Commander)